# Kanarische Dattelpalme

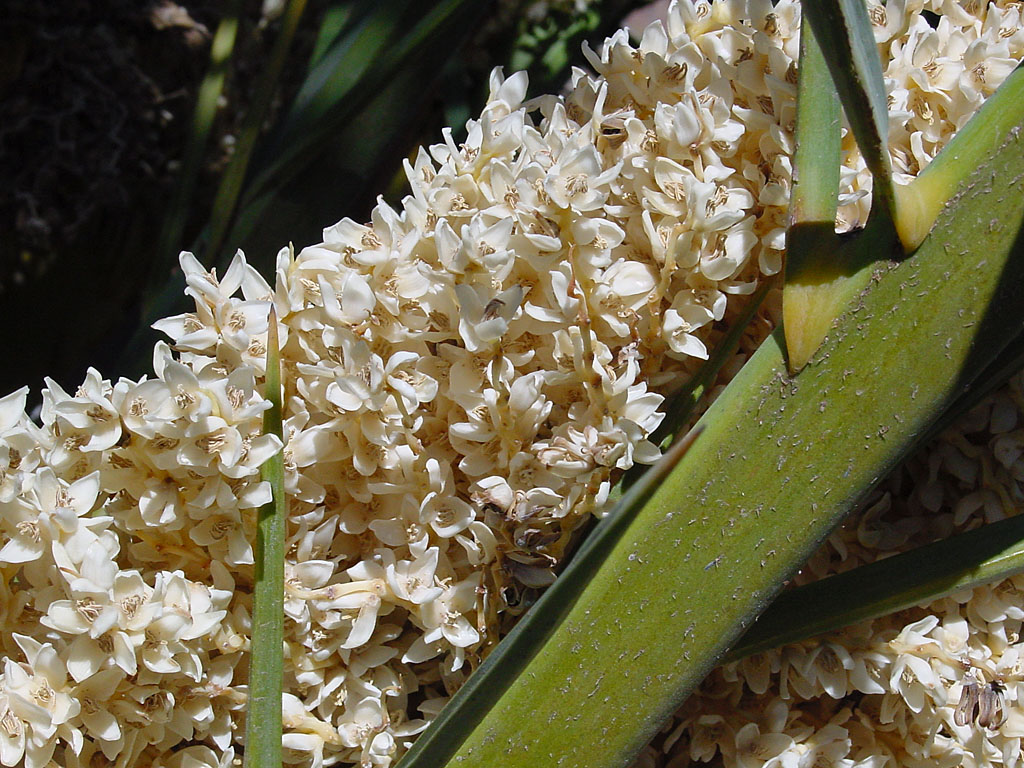
Blüten

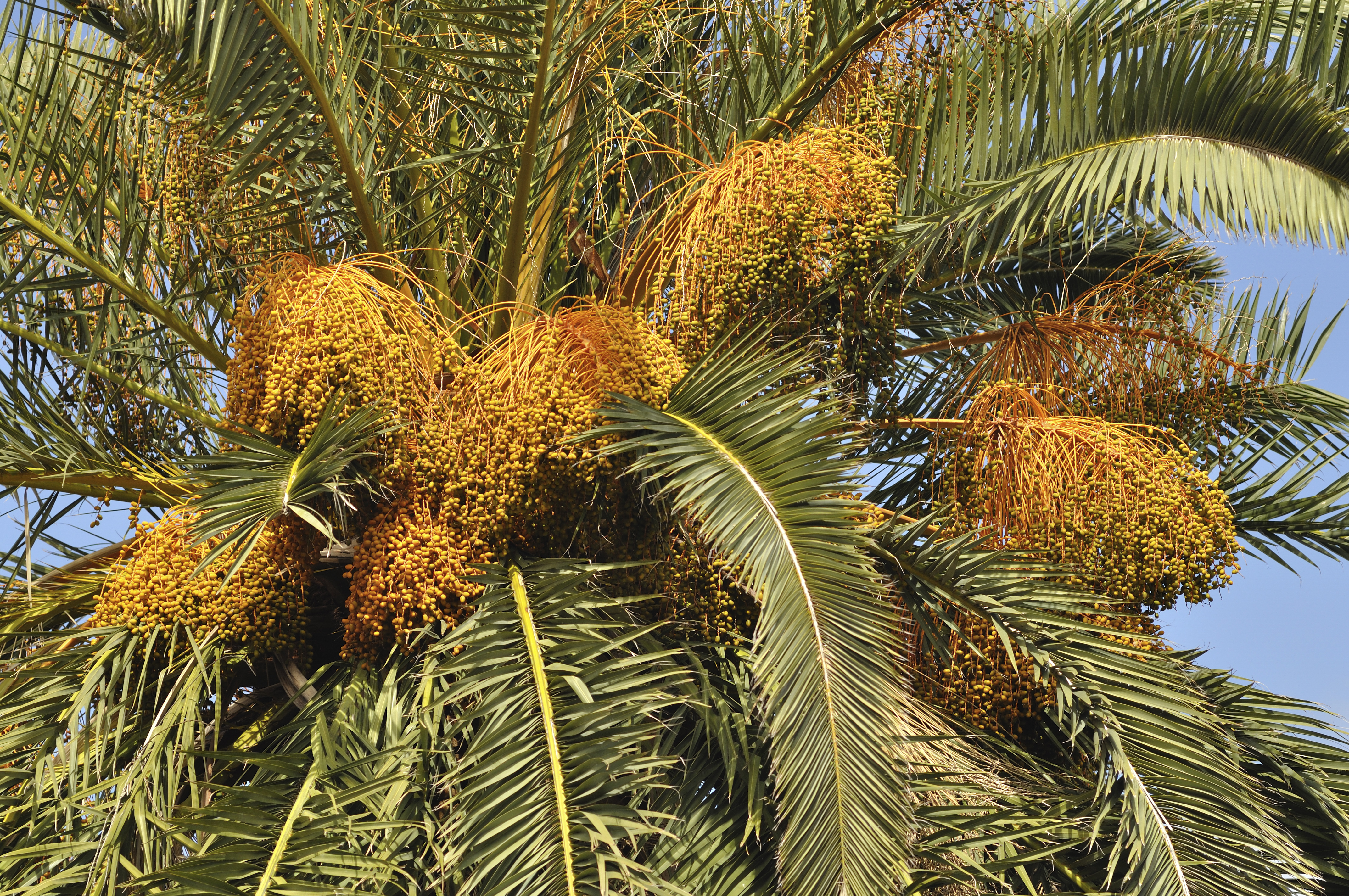
Fruchtstand einer Kanarischen Dattelpalme

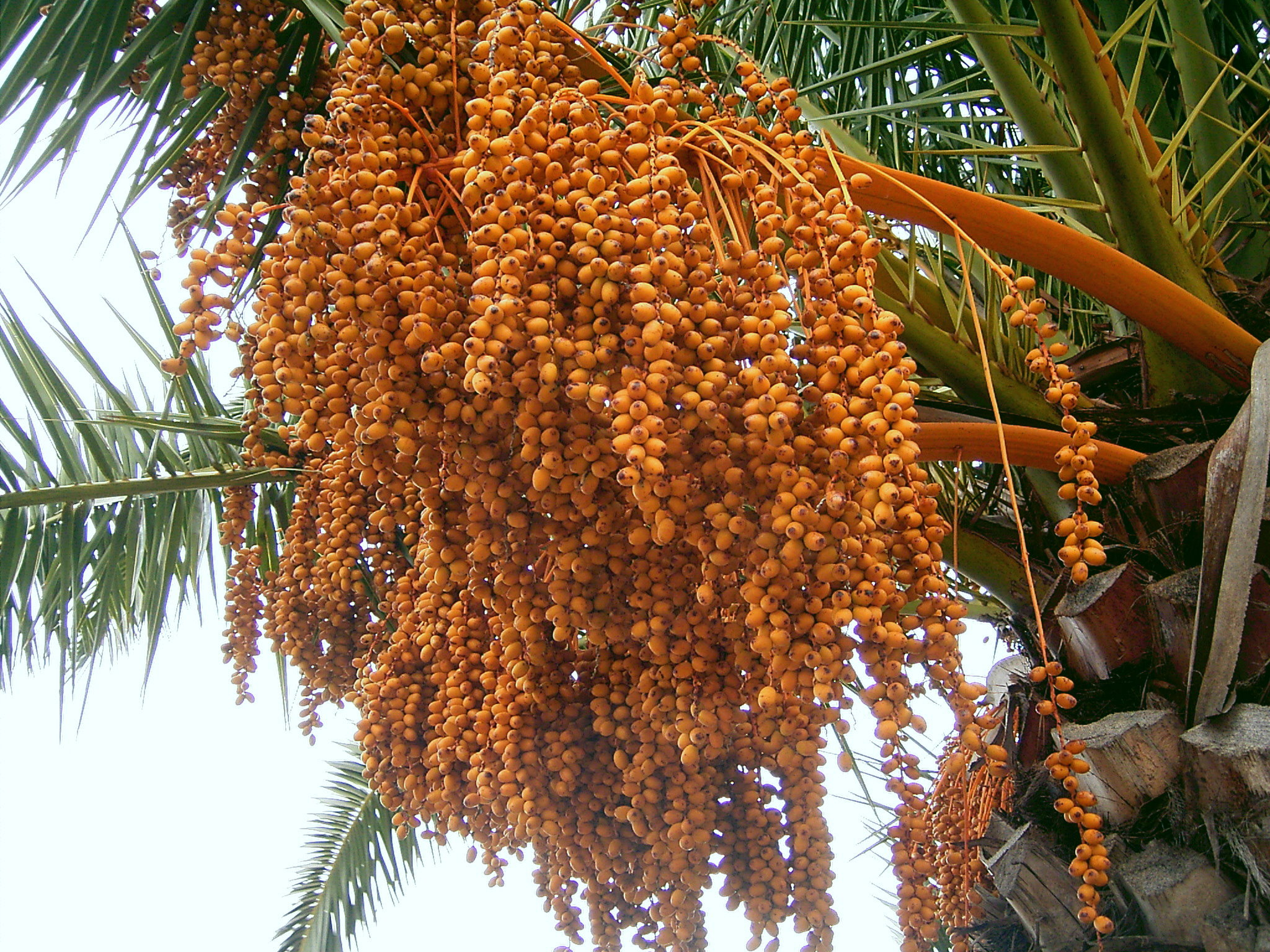
Früchte

Die Kanarische Dattelpalme (Phoenix canariensis) ist eine Pflanzenart der Gattung Dattelpalmen (Phoenix) aus der Familie der Palmengewächse (Arecaceae). Sie ist das Natursymbol der Kanarischen Inseln.

## Beschreibung
Die Kanarische Dattelpalme erreicht Wuchshöhen zwischen 8 und 18 Metern, gelegentlich auch bis über 20 Meter. Im Unterschied zur Echten Dattelpalme ist der Stamm immer unverzweigt. Ihr gerader und etwa 50 cm dicker Stamm ist mit rhombenförmigen Narben bedeckt, die beim Abfallen der Blätter entstehen. Sie zählt zu den Fiederpalmen und bildet eine üppige Krone aus. Die Blätter sind 5 bis 6 Meter lange, schief stehende, frisch grüne Wedel, wobei einzelne Fiedern 40 bis 50 cm lang sind.
Die Kanarische Dattelpalme ist zweihäusig getrenntgeschlechtig (diözisch). Die männlichen Blüten sind gelblich-weiß und gruppieren sich in dichten, hängenden Blütenständen. Die gelben, weiblichen Blüten sind in ährigen Blütenständen angeordnet. Die Blütezeit reicht von Februar bis Juni.
Die dunkelbraunen, nur wenig fleischigen Beerenfrüchte weisen eine Länge von 1,5 bis 2,5 cm und einen Durchmesser von etwa 1,2 cm auf. Die Früchte sind im Prinzip essbar, werden aber nur als Futterdatteln für Schweine und Ziegen genutzt.

## Vorkommen
Die Kanarische Dattelpalme ist auf den Kanarischen Inseln endemisch und auf Madeira, den Azoren und den Kapverdischen Inseln eingeführt. Sie wird auch häufig als Park- und Alleebaum im Mittelmeerraum gepflanzt.

## Taxonomie
Die Kanarische Dattelpalme wurde 1882 von Hermann Josef Wildpret in La Provence agricole et horticole illustrée; organe de l’agriculture et de l’horticulture méridionales Band 19 Seite 293 als Phoenix canariensis beschrieben. Diese Beschreibung mit Namen wurde als "nomen conservandum" verbindlich festgelegt. Synonyme von Phoenix canariensis H.Wildpret sind Phoenix dactylifera var. jubae Webb & Berthel., Phoenix senegalensis Lesch. ex André, Phoenix vigieri Naudin und Phoenix canariensis var. porphyrococca Vasc. & Franco.

## Nutzung
Auf den Kanarischen Inseln, speziell auf La Gomera, der palmreichsten Kanareninsel, wird aus der Dattelpalme schon seit dem 16. Jahrhundert Palmhonig gewonnen. Dazu wird eine Kerbe in den Vegetationskegel geritzt, aus der der Saft über Nacht ausläuft. Drei bis sechs Monate gibt die Palme so täglich 8 bis 14 l Saft. Anschließend sollte man sie für einige Jahre nicht weiter anzapfen, damit sich die Palme erholen kann. 1999 wurde die Kanarische Dattelpalme gesetzlich zum Wahrzeichen der Insel Gomera ernannt und steht seitdem unter strengem Schutz.

## Floristik

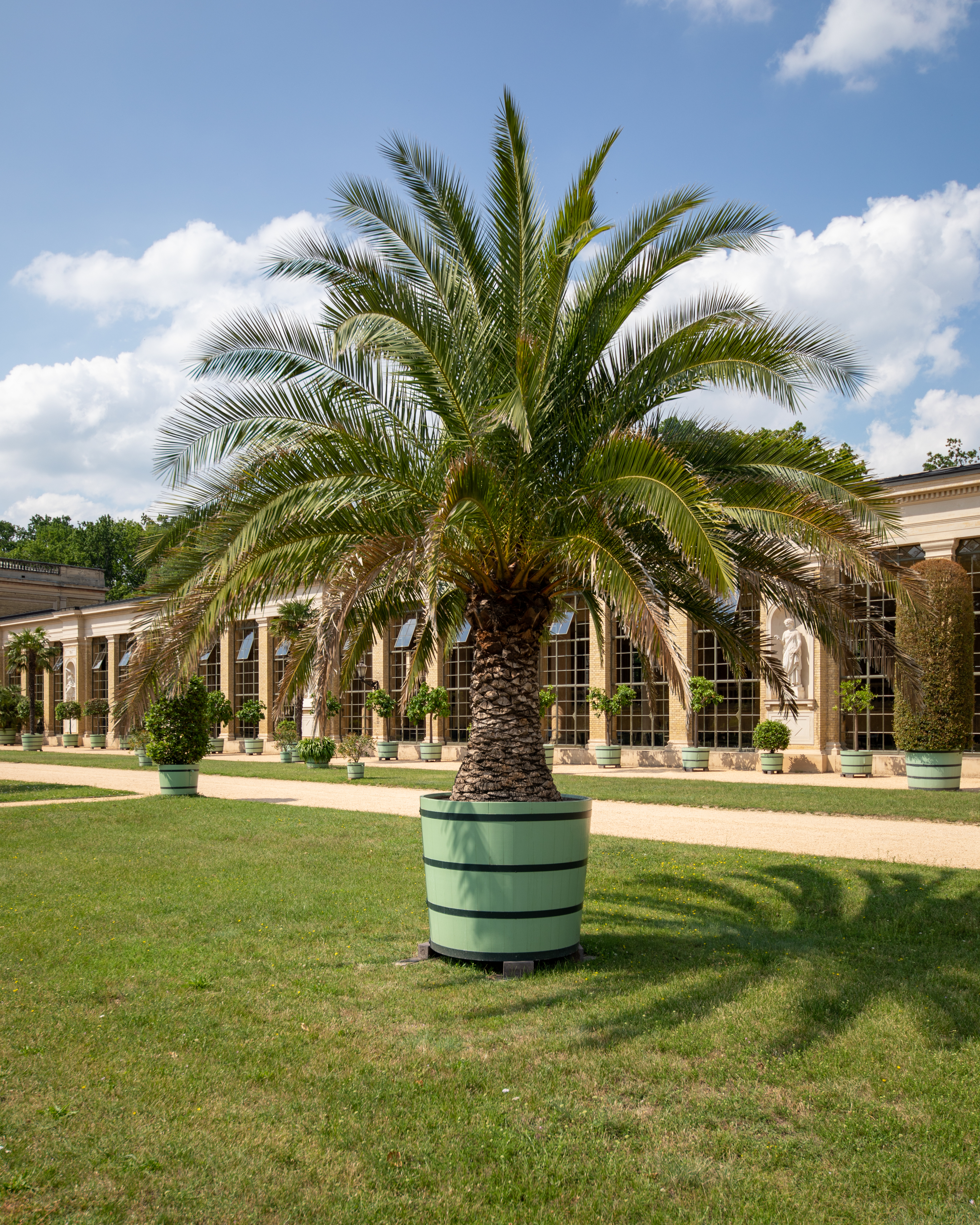
Kanarische Dattelpalme als Topfpflanze vor dem Orangerieschloss Potsdam

Phoenix canariensis ist eine schnell wachsende, sehr robuste und anpassungsfähige Palmenart, deren Pflege mit vergleichsweise geringem Aufwand verbunden ist. Dadurch sind auch größere Pflanzen sehr preiswert zu erwerben. Kanarische Dattelpalmen sind aus diesem Grund die weltweit häufigste Palmenart, die in öffentlichen Gärten und Plätzen ausgepflanzt wird. Die Pflanze besitzt mit ca. −5 °C bis −10 °C eine relativ hohe Frostresistenz und ist damit eine der am weitesten verbreiteten Palmen in Freilandkultur weltweit. Sie wird in den wärmsten Regionen Westeuropas, auch in gemäßigten Klimazonen im Freiland kultiviert. Vor allem in den mildesten Gebieten Großbritanniens, Westfrankreichs, im Schweizer Kanton Tessin und in der Kölner Bucht wachsen Exemplare mit wenig oder ohne Protektion. Größere Exemplare werden mittlerweile in gemäßigten Klimazonen auch als Massenware angeboten, wo sie im Frühling oft in Supermärkten als Aktionsware angeboten werden. Kleinere Exemplare werden häufig als Kübelpflanze genutzt.